# Даніель Шарич
Даніель Шарич (хорв. Daniel Šarić, нар. 4 серпня 1972, Рієка) — югославський та хорватський футболіст, що грав на позиції півзахисника.
Виступав, зокрема, за клуби «Рієка» та «Динамо» (Загреб), а також національну збірну Хорватії, у складі якої був учасником чемпіонату світу 2002 року.

## Клубна кар'єра
У дорослому футболі дебютував 1989 року виступами за рідну «Рієку» в чемпіонаті Югославії, а з 1992 року став грати в чемпіонаті новоствореної Хорватії, взявши участь у 27 матчах чемпіонату.
Протягом 1993—1995 років захищав кольори іспанського «Спортінга» (Хіхон), зігравши у 33 матчах Ла Ліги, після чого повернувся на батьківщину прийнявши запрошення загребського «Динамо». У складі нового клубу він п'ять разів виграв чемпіонат Хорватії, а також тричі національний кубок. Більшість часу, проведеного у складі загребського «Динамо», був основним гравцем команди.
2000 року уклав контракт з грецьким «Панатінаїкосом», у складі якого провів наступні три роки своєї кар'єри гравця, зігравши 42 матчі і забивши 2 голи у чемпіонаті.
2003 року повернувся до рідної «Рієки», за яку відіграв ще 4 сезони і виграв два Кубка Хорватії. Завершив професійну кар'єру футболіста виступами за команду «Рієка» у 2007 році.

## Виступи за збірну
11 жовтня 1997 року дебютував в офіційних іграх у складі національної збірної Хорватії в матчі відбіркового турніру чемпіонату світу 1998 року проти збірної Словенії (3:1). 
У складі збірної був учасником чемпіонату світу 2002 року в Японії і Південній Кореї. На турнірі він зіграв в поєдинках проти збірних Еквадору, Італії та Мексики.
Всього протягом кар'єри у національній команді, яка тривала 6 років, провів у формі головної команди країни 30 матчів.

## Досягнення
«Динамо» (Загреб)
- Чемпіон Хорватії: 1995–96, 1996–97, 1997-98, 1998-99, 1999-00
- Володар Кубка Хорватії: 1995–96, 1996–97, 1997-98

«Рієка»
- Володар Кубка Хорватії: 2004–05, 2005–06